# 4월의 키스
4월의 키스는 2004년 4월 21일부터 2004년 7월 8일까지 매주 수,목 밤 9시 55분에 방영되었던 KBS 2TV 수목 드라마였다.

## 제작진
- 극본 : 박범수, 허현미
- 연출 : 이응진, 최지영

## 내용
송채원(수애 분)과 한정우(이정진 분)의 운명적 사랑, 채원과 강재섭(조한민 분)의 필사의 사랑, 재섭의 형인 강재동(구준엽 분)과 심순영(이윤성 분)의 애틋한 사랑 등을 다루었다.

## 출연진
- 조한선 : 강재섭 역 (아역 : 유아인)
- 수애 : 송채원 역 (아역 : 선지현)
- 이정진 : 한정우 역 (아역 : 김기범)
- 소이현 : 장진아 역
- 구준엽 : 강재동 역
- 이윤성 : 심순영 역
- 김인문 : 강운봉 역 (재섭의 아버지 역)
- 권귀옥 : 홍미련 역
- 이정길 : 한태준 박사 역 (정우의 아버지 역)
- 이혜숙 : 오신자 역
- 신충식 : 송영만 역 (채원의 아버지 역)
- 박순천 : 성인숙 여사 역 (정우의 어머니 역)
- 한인수 : 장갑술 회장 역 (진아의 아버지 역)
- 김민경 : 강재희 역
- 장태성 : 노공탁 역
- 송윤경 : 한정연 역
- 현정애 : 신 여사 역
- 이승민
- 최인숙
- 고건령
- 한준수 : 정우의 후배 역
- 강우석
- 고규필
- 김하은
- 나경민
- 지현우
- 양주호
- 최지해
- 배도환
- 김지헌
- 김수연
- 백소미

## 이모저모
- 이 드라마는 본래 1997년 KBS 2TV 월화드라마로 폭풍 속으로 후속으로 방영예정이었으며 당시 방영된 월화드라마인 봄날은 간다의 첫 번째 기획안이었는데 당시 내용은 출생 당시 병원에서 뒤바뀐 여동생을 놓고 형제가 사랑게임을 벌이는 것이었으며 KBS 측에서 기획의 참신성이 떨어진다고 판단한 데 이어 대본 작업 문제로 어려움을 겪어오자 보류됐다.[1]
- 결국, 지방 소읍의 농협 조합장 선거 이야기인 <대권>으로[2] 기획안이 변경되어 방영되는 듯 했으나 당시 대선 상황과 너무 닮았다는 상부의 강력한 반대 때문에 또다시 취소되자[3] 한 마을의 과수원을 풍경으로 하여 이해관계가 서로 얽힌 사람들이 벌이는 해프닝을 코믹터치로 다루어 물질 만능주의의 세태를 풍자하는 내용의 봄날은 간다로 변경했다. 여러 우여곡절 끝에 결국 4월의 키스는 1997년으로부터 무려 7년이 지난 2004년에 방영되었다. 그 결과 4월의 키스는 모든 화수가 시청률이 10%를 넘지 못하는 굴욕을 겪게 되었다.